# Marco Tulio Suesca
Pour les articles homonymes, voir Suesca.
Suesca  Uribe est un nom espagnol. Le premier nom de famille, en général paternel, est Suesca ; le second, en général maternel, souvent omis, est Uribe.
Marco Tulio Suesca Uribe, né le 11 août 1994 à Tuta (Boyacá), est un coureur cycliste colombien.

## Biographie
En 2021, Marco Tulio Suesca joue le titre de champion de Colombie dans un duel serré avec Aristóbulo Cala. Lançant le sprint, il se fait déborder par son dernier contradicteur et échoue à la deuxième place du podium.
À la fin de la saison, il dispute le Clásico RCN, épreuve importante du calendrier national colombien. Il remporte trois classements annexes à son terme, le trophée du meilleur grimpeur, le classement du meilleur combatif et le classement de la "grande différence".
En 2022, il s'impose sur une étape du Tour du Táchira,, qu'il termine à la sixième place du classement général. Il se classe également cinquième du Tour de Colombie et septième du championnat de Colombie. Décevant sur le Clásico RCN, il achève sur le podium la Vuelta a Boyacá, tout en s'adjugeant la première étape et trois classements annexes (le trophée des grimpeurs et les classements de la régularité et du combiné). Quelques jours plus tard, il s'impose dans la Vuelta a Chiriquí. Puis à la mi-décembre, il est enrôlé par l'équipe continentale Movistar-Best PC, en vue de la saison 2023, avec des débuts programmés au Tour du Táchira, disputé en janvier. Mais devant son succès au Panama, la formation équatorienne décide de l'aligner au départ du Tour du Costa Rica. Suesca gagne l'épreuve. Bouquet qu'il assortit d'un succès d'étape.
Il est contrôle positif à l'EPO le 4 septembre 2023 et son équipe met fin à son contrat en novembre de la même année.

## Palmarès

### Par année
- 2015
  - 7e étape de la Vuelta de la Juventud
- 2019
  - 3e de la Vuelta a Boyacá
- 2021
  - 2e du championnat de Colombie sur route
- 2022
  - 4e étape du Tour du Táchira
  - 1re étape de la Vuelta a Boyacá
  - Vuelta a Chiriquí
  - Tour du Costa Rica : 
    - Classement général
    - 9e étape (contre-la-montre)

  - 2e de la Vuelta a Boyacá
- 2023
  - 2e étape de la Clásica Nacional de Ciclismo Club Deportivo Boyacá
  - 4e étape de la Vuelta a Boyacá
  - 4e étape du Tour de l'Équateur
  - 3e de la Vuelta Bantrab
  - 3e de la Vuelta a Boyacá

### Classements mondiaux
| Année                                 | 2021 | 2022 | 2023 |
| ------------------------------------- | ---- | ---- | ---- |
| Classement mondial                    | 687e | 963e | 672e |
| UCI America Tour                      | 74e  | 107e | nc   |
|                                       |      |      |      |
| Légende : nc = non classéSource : UCI |      |      |      |